# Metallurgia del rame
La metallurgia del rame è un settore specifico della metallurgia, che riguarda la tecnica relativa al trattamento dei minerali ad alto contenuto di rame allo scopo di ottenere rame o sue leghe.
| Nome                     | Formula                  | % Rame nel minerale puro |
| ------------------------ | ------------------------ | ------------------------ |
| Calcopirite              | CuFeS2                   | 34.5                     |
| Calcocite                | Cu2S                     | 79.8                     |
| Covellite                | CuS                      | 66.5                     |
| Bornite                  | 2Cu2S•CuS•FeS            | 63.3                     |
| Tetraedrite              | Cu3SbS3 + x(Fe,Zn)6Sb2S9 | 32-45                    |
| Malachite                | CuCO3•Cu(OH)2            | 57.3                     |
| Azzurrite                | 2CuCO3•Cu(OH)2           | 55.1                     |
| Cuprite                  | Cu2O                     | 88.8                     |
| Crisocolla               | CuO•SiO2•2H2O            | 37.9                     |
| Minerali contenenti rame |                          |                          |

## Minerali contenenti rame

### Rame nativo
Il rame nativo è oggi raramente usato per scopi industriali in quanto è preferibile estrarlo da minerali più abbondanti tra cui la calcopirite e la bornite.
Si trova in quantità relativamente piccole in:
- Europa: Germania, Finlandia, Russia; Ems nell'Assia-Nassau; in Cornovaglia (Regno Unito); presso Poggetto Tenieri (Francia);
  - Italia: Val di Cecina (provincia di Pisa); Impruneta (provincia di Firenze); Valmalenco (Provincia di Sondrio);  e Saint-Marcel (miniera ora inattiva) (Valle d'Aosta); Monti Rognosi (Anghiari, provincia di Arezzo);
- America: Bolivia; Cile;
  - Stati Uniti: Lago Superiore qui sono venuti alla luce anche campioni di diverse tonnellate; Arizona; New Jersey e Nuovo Messico.

### Minerali carbonati
L'utilizzo dei minerali di rame carbonati (azzurrite e malachite) è oggi molto limitato a causa della bassa quantità di minerale reperibile.

### Minerali ossidati
Anche l'utilizzo degli ossidi (Cuprite e crisocolla) è oggi molto limitato a causa della bassa quantità di minerale reperibile. Nel caso degli ossidi è possibile seguire un procedimento di produzione analogo a quello del ferro.

### Minerali solforati
I minerali solforati costituiscono oggi la principale fonte di rame primario. Si utilizzano soprattutto calcopirite e bornite, più raramente calcocite, covellite e tetraedrite. I primi due minerali costituiscono l'80% dei depositi di rame presenti nella crosta terrestre.

## Estrazione del rame dai minerali

### Frantumazione e macinazione
Le cave ricche di rame contengono minerali di rame miste ad altre rocce prive di rame. Dopo l'estrazione delle rocce in miniera, queste vengono frantumate e macinate per mezzo di potenti mulini per ottenere una granulometria adatta agli stadi successivi.

### Flottazione
Attraverso la flottazione le polveri vengono immesse in grandi vasche ed emulsionate con liquidi tensioattivi. Grazie alla tensione superficiale selettiva i frammenti ricchi di rame solforato si legano a minuscole bollicine e sono trascinati verso l'alto dall'aria fatta gorgogliare nella vasca. Lo stato schiumoso superficiale è ricco in frammenti contenenti rame ancora legato al ferro e allo zolfo e così si separano i frammenti inerti pesanti (ganga) dalle frazioni ricche in rame leggeri e superficiali che hanno la consistenza di fanghi.

### Concentrazione
Si ottengono quindi dei fanghi, i quali vengono asciugati meccanicamente permettendo quindi la concentrazione, cioè l'arricchimento di minerali di rame rispetto all'acqua. Questa fase di concentrazione precede la successiva di arrostimento per evitare lo spreco di energia termica.

### Arrostimento e fusione
Un tempo veniva effettuata prima una fase di arrostimento a 500-700 °C all'aria aperta e successivamente il processo di fusione a 1000-1500 °C in apposite fornaci. Oggi l'arrostimento è in disuso nei processi industriali e si procede direttamente alla fusione.
Nelle fornaci, attraverso insufflaggio di aria o ossigeno, si ottiene l'ossidazione dei solfuri con formazione di SO2 gassosa che si separa dal metallo liquido. Una reazione rappresentativa è la seguente:
2CuFeS2(s) + 3O2(g) → 2FeO(s)  + 2CuS(s) + 2SO2(g)
Contemporaneamente, l'aggiunta di silice (SiO2) permette l'eliminazione del ferro presente in quanto FeO ha affinità per la silice e il complesso FeO.SiO2, che prende il nome di scoria, galleggia e viene asportata.
FeO(s) + SiO2(s) → FeO.SiO2(l)
In aggiunta al composto FeO è presente anche FeS in quanto i due composti CuS e FeO si scambiano gli atomi alle alte temperature. Anche FeS è eliminato allo stesso modo.
2FeS(l) + 3O2 + 2SiO2 (l) → 2FeO.SiO2(l)  + 2SO2(g)
Al termine del processo si ottiene un composto arricchito di composti di rame che prende il nome di rame opaco (matte). Questo contiene prevalentemente CuS e Cu2S, ma anche quantità minori di FeS e FeO.

### Conversione
La conversione è un processo di riduzione del rame legato allo zolfo a rame metallico. Questo avviene in un convertitore, come il forno Pierce-Smith, attraverso ulteriore insufflaggio di ossigeno o aria. Reazioni rappresentative sono:
Cu2S + O2 → 2Cu + SO2
2CuS + 3O2 → 2CuO + 2SO2
I solfuri ed ossidi di ferro vengono scorificati secondo le reazioni già viste nel precedente passaggio:
2FeS + 3O2 → 2FeO + 2SO2
2FeO + 2SiO2 →  2FeSiO3
Al termine di questo processo si ottiene il rame bolloso (blister), cosiddetto perché contiene bolle di gas che rivestono la superficie del metallo. Il grado di purezza del metallo è adesso intorno al 98% circa.

### Raffinazione termica
Il processo di raffinazione termica avviene per aumentare ulteriormente il grado di purezza del metallo. Essa avviene in due passaggi. Nel primo passaggio il metallo cosiddetto blister viene introdotto in una fornace anodica dove, attraverso ulteriore insufflaggio di ossigeno o aria, avviene l'eliminazione di ossidi e solfuri di ferro come visto sopra.
Il secondo passaggio consiste nell'insufflaggio di gas naturale o altri agenti naturali riducenti per ridurre l'ossido di ferro (FeO) prodotto per riossidazione del rame metallico nel primo passaggio. In passato si utilizzava un tronco verde di pino che, bruciando, sprigionava gas riducenti e vapore, agendo quindi come agente riducente e per questo l'intero processo di raffinazione termica prende ancora oggi il nome di pinaggio.
Al termine di questo processo il rame ha un grado di purezza del 99%.

### Raffinazione elettrolitica
Per ottenere la massima purezza del rame, è necessario svolgere una raffinazione elettrolitica. In una soluzione di H2SO4 e CuSO4 vengono posti due elettrodi: al catodo uno di rame puro e all'anodo uno di rame da purificare. Utilizzando una tensione di soli 0.2-0-4 V, il rame (Cu) all'anodo si ossida e passa in soluzione (Cu2+) per trasferirsi, tramite la corrente in soluzione data dagli elettroliti, al catodo, dove si riduce di nuovo a rame matallico (Cu) depositandosi al catodo. Le impurezze costituite da metalli meno nobili (tra cui arsenico, bismuto e nichel) restano in soluzione e non si depositano al catodo, a meno che non sia usata una tensione più alta. Quelle costituite da metalli più nobili (tra cui oro, argento e platino) precipitano in corrispondenza dell'anodo formando i cosiddetti "fanghi anodici".
All'anodo: Cu(s) → Cu2+(aq) + 2e–
Al catodo: Cu2+(aq) + 2e– → Cu(s)
I catodi ottenuti sono costituiti da rame con purezza maggiore del 99,99%, in genere in lastre di 96×95×1 cm, dal peso di circa 100 kg. Il rame elettrolitico così ottenuto non è ancora pronto per essere lavorato direttamente; deve infatti essere rifuso per farne billette, placche o vergelle, da cui si ottengono per lavorazione plastica i vari semilavorati (come fili, tubi, barre, nastri o lastre).

## Processi alternativi

### Idrometallurgia
Un'altra tecnica è quella idrometallurgica, che però è poco usata. Trova impiego principalmente per l'estrazione del rame dalle acque di miniera. Il rame deve essere sotto forma di ossido, se è sotto forma di solfuro è necessario fare prima un arrostimento all'aria.
Il metodo consiste nel disciogliere in acido solforico o solfato ferrico l'ossido di rame. Quest'ultimo è solubile mentre ferro e ganga non lo sono. Si recupera il metallo con elettrodeposizione o precipitazione.

### Produzione con batteri
Bisogna aggiungere che una percentuale sempre più consistente del rame estratto dalle miniere sfrutta le biotecnologie. Il minerale viene fratturato e messo in vasche nelle quali viene pompata acqua arricchita di batteri, i Thiobacillus ferroxidans e i Thiobacillus thiooxidans. Questi microrganismi ossidano il solfuro di rame (insolubile in acqua) trasformandolo in solfato (solubile), ottenendo energia per le loro funzioni vitali. Questo sistema permette un notevole risparmio di energia rispetto all'estrazione tradizionale (fino al 30%) e non libera in atmosfera gas nocivi.

## Riciclo
Il riciclo del rame rappresenta una fonte notevole di materia prima: in Italia il 40,5% del consumo di rame è soddisfatto dal riciclo (media degli anni 2003-07), mentre nel mondo si tale percentuale si aggira intorno al 34%.
Il rame di riciclo può essere di due tipi:
- di primo tipo o di recupero, quando proviene dallo smantellamento e demolizione di manufatti al termine della loro vita utile (ad esempio: linee di contatto ferroviarie, impianti elettrici, tubazioni, avvolgimenti di motori, monete);
- di secondo tipo o di produzione, quando proviene da sfridi e ritagli dal ciclo di produzione dei semilavorati e nelle lavorazioni a valle dei semilavorati stessi (ad esempio: asportazione di truciolo per rubinetteria e valvolame, tranciatura del nastro per le monete).